# Pīshvā (kommunhuvudort i Iran)
Pīshvā (persiska: پيشوا, پيشيان, پيچوا) är en kommunhuvudort i Iran.   Den ligger i provinsen Teheran, i den centrala delen av landet, 50 km sydost om huvudstaden Teheran. Pīshvā ligger 953 meter över havet och antalet invånare är 53 856.
Terrängen runt Pīshvā är platt. Runt Pīshvā är det tätbefolkat, med 297 invånare per kvadratkilometer. Närmaste större samhälle är Varamin, 7,6 km väster om Pīshvā. Trakten runt Pīshvā består till största delen av jordbruksmark.